# Erik Malmberg
Erik Malmberg (15. března 1897 Göteborg – 9. května 1964 tamtéž) byl švédský zápasník, věnující se oběma stylům.
Startoval na třech olympijských hrách, vždy v zápase řecko-římském. Při svém prvním startu na hrách v Paříži 1924 vybojoval bronz v pérové váze, v roce 1928 v Amsterdamu stříbro ve stejné kategorii a v roce 1932 v Los Angeles zlato v lehké váze.
V roce 1929 vybojoval titul a v roce 1930 bronz na mistrovství Evropy ve volném stylu. V roce 1930 vybojoval zlato, v roce 1926 stříbro a v roce 1925 bronz na mistrovství Evropy v řecko-římském stylu.
Zápasu se věnoval také jeho bratr Algot.